# Jean Françaix
Jean René Désiré Françaix (Le Mans (País del Loira), 23 de maig, 1912 - París, 25 de setembre, 1997), fou un compositor francès del segle xx.
Pianista experimentat, és autor de més de dues-centes obres, aborda de manera eclèctica un determinat nombre d'obres, que van des de la música per a solista fins a l'òpera, passant per la música de cambra.

## Biografia

### Joventut i formació
Nascut en una família de músics, Jean Françaix va rebre lliçons de música del seu pare Alfred Françaix, compositor i pianista. Va començar els seus estudis al conservatori de Le Mans que va dirigir el seu pare; la seva mare també hi és professora de cant.
Als deu anys, va començar a estudiar composició en privat amb Nadia Boulanger des de 1922 fins a 1934. Nadia va notar en ell una gran facilitat en la música, sobretot pel que fa a l'harmonia. El mateix any, va compondre el seu primer estudi, una peça per a piano titulada Pour Jacqueline. Dedicada al seu cosí petit, la partitura fou publicada l'any 1924 per Sénart.
Als 11 anys va conèixer Maurice Ravel, qui, en veure el seu do, el va animar a perseguir i desenvolupar la seva curiositat. El 1926, amb catorze anys, va ingressar al Conservatori de París amb Isidor Philipp com a professor i el 1930, amb 18 anys, va guanyar el seu primer premi de piano i va començar així la seva carrera com a pianista.

### Els inicis
L'any 1932, Jean Françaix va representar França i la jove escola musical francesa amb el compositor Claude Delvincourt al Festival Internacional ISCM de Viena, on es va interpretar una de les seves peces per a piano i quartet de corda: Huit Bagatelles. La seva altra composició primerenca, el Concertino per a piano i orquestra, de 1932, va tenir un èxit immediat. El seu ballet de 1933 Scuola di ballo, que es va inspirar en temes del compositor italià Luigi Boccherini, va ser creat pels Ballets Russes de Monte-Carlo , amb coreografia de Léonide Massine.
Jean Françaix forma part de la companyia de concerts Triton i té com a objectiu promocionar la música contemporània a França i en particular la música de cambra. Fundat per Pierre-Octave Ferroud el 1932 i dirigit per Henri Tomasi i Henry Barraud, Jean Françaix s'hi va incorporar el 1935. El 1936, el compositor va aconseguir el seu primer èxit internacional amb la seva peça Concertino al Festival de Música de Cambra de Baden-Baden.

### Carrera
A partir dels anys 30, ajudat per les seves naturals habilitats musicals, va començar a freqüentar l'elit intel·lectual parisenca; és notablement un convidat freqüent a "Winnaretta Singer," la "Princesa Blanche de Polignac". Va ser en aquest saló on va crear la seva òpera còmica Le Diable lame, l'any 1938, que va ser emesa a la BBC el mateix any. En aquests cercles, va conèixer de manera destacada compositors populars com Igor Stravinski o Francis Poulenc, amb qui va formar una gran amistat, així com escriptors com Paul Valéry. A més, també va ser en aquesta època quan el comte de Beauvau-Craon va presentar Jean Françaix al director Sacha Guitry, amb qui treballarà al llarg de la seva carrera. La seva primera col·laboració va ser l'any 1937, quan el compositor va escriure la música de la seva pel·lícula Les Perles de la couronne; tenia aleshores vint-i-quatre anys. A partir de la dècada de 1950, el compositor va treballar sovint amb Guitry per produir diverses bandes sonores per a les seves pel·lícules.
Paral·lelament, la seva carrera com a pianista internacional s'accelerà i Jean Françaix va fer nombroses gires internacionals, on va interpretar obres del repertori i també de la seva propia.
El 1937, Jean Françaix es va casar amb Blanche Yvon, violinista i cantant i el 1939 va compondre una obra que va considerar cabdal en la seva carrera, el fantàstic oratori L'Apocalipsi segons Saint Jean, estrenat el 1942 sota la direcció del director d'orquestra francesa Charles Münch. Encara que va ser aclamada per la crítica, aquesta obra es va interpretar relativament poc durant els anys següents (a París, Berlín i Mont-real als anys seixanta), però va ser revifada el 1997 a Göttingen i després una dotzena de vegades a Àustria, Alemanya i França (París i Le Mans), amb dues enregistrades en CD. En canvi, si el públic francès el coneix poc, troba un públic acollidor a Alemanya; va unir esforços especialment amb l'editor musical Schott, que promocionaria la seva música arreu del món. Moltes de les seves partitures estan publicades per Éditions Musicales Transatlantiques, Max Eschig i Schott.
Com a pianista, va formar un duet amb Maurice Gendron, un dels grans èxits del qual va ser la sonata per a arpeggi de Franz Schubert, gravada per primera vegada el 18 d'agost de 1952. El 1954, Jean Françaix va guanyar el Prix du Disque per la seva interpretació del Sextet per a piano i instruments de vent de Francis Poulenc. Entre 1958 i 1961, el compositor va ser membre del Consell Superior del Conservatoire National de Musique de París i entre 1959 i 1962, Jean Françaix va ser professor a l'École Normale de Musique de París. El 1959, el compositor va rebre la Creu de la Legió d'Honor de mans de la seva professora Nadia Boulanger. L'any 1962, el compositor va orquestrar una partitura de Francis Poulenc, L'Histoire de Babar, que posteriorment va tenir un cert èxit, després va assumir els Preludis de Frédéric Chopin el 1967.
En el tombant dels anys vuitanta, es va constatar que la música de Jean Françaix no es va retransmetre molt a França: amb la impressió de ser rebutjada, el compositor considerava la seva música "massa fàcil d'entendre", fet que li impedia tocar-la. La seva música, considerada per alguns com a lleugera, que descriu més encertadament com a "seriosa sense gravetat", no obre, per tant, les portes a les diferents funcions oficials que li podrien haver ofert, però encara rep un cert nombre de distincions per la seva obra: el 1992, va guanyar el premi Arthur Honegger per tota la seva obra.

### Mort
Jean Françaix va morir el 25 de setembre de 1997 al 3r districte de París als 85 anys després de deixar una obra d'aproximadament dues-centes quinze peces.
Està enterrat al cementiri de Père-Lachaise (divisió 42).

## Posteritat
L'any 2012 es va celebrar el 100 aniversari del seu naixement. Aquest homenatge és oficialment una de les "Celebracions Nacionals" del 2012.

## Llenguatge musical
Jean Françaix és un dels pocs músics que s'ha mantingut fidel a escriure música només per plaer, seguint així la tradició de compositors com Emmanuel Chabrier o Francis Poulenc, preferint perseverar en la música tonal més que explorar el serialisme. Malgrat la seva proximitat i els seus contactes amb el Grup dels Sis, el compositor no es doblega cap a un moviment determinat i es manté sempre musicalment al marge.

## Obra
Jean Françaix va compondre més de dues-centes obres durant la seva vida. No s'atura en un gènere concret sinó que explora una àmplia gamma de música instrumental i diferents tipus d'instruments. Compon obres curtes per a solistes, així com música de cambra i concerts. També explora el gènere vocal, sobretot amb un oratori i cinc òperes. Sempre per a l'escenari, també compon ballets i música de cinema.
A més de diverses peces per a instruments sols, va compondre diversos concerts, entre ells un Concert per a piano, un Concert per a dos pianos, dos Concerts per a violí, un Concert per a clarinet i un Concert per a flauta. Entre les seves obres vocals destaquen un oratori, L'apocalipsi segons Saint-Jean i una cantata per a mezzosoprano i cordes, La Déploration de Tonton (gos fidel) (basada en un text de Georges Ravon).
És especialment prolífic en l'escriptura de música de cambra per instruments de vent. Trobem en particular dos Quartets per a saxofons, Prélude, Sarabande i Gigue per a trompeta i piano o les seves Nou peces característiques per a deu instruments de vent.
La música de teclat inclou L'Insectarium, per a clavecí; Vuit danses exòtiques, per a dos pianos; una Missa de Noces i la Suite Carmelitana, per a orgue, així com una Sonata per a piano.

## Música de cinema
Jean Françaix va compondre la música d'una desena de pel·lícules, entre elles Si Versailles m'ait cont... de 1954 de Sacha Guitry. Ja havia convocat el compositor l'any 1937, aleshores amb vint-i-cinc anys, per a la seva altra pel·lícula 
Les Perles de la couronne. A partir d'aleshores, la col·laboració entre els dos artistes es va renovar diverses vegades en altres projectes cinematogràfics. També va compondre la banda sonora de la pel·lícula Lady L (1965) de Peter Ustinov.

## Música vocal
Les seves obres combinen elegància i inventiva, com es mostra a La Princesse de Clèves, la seva cinquena i última òpera. Actualment, aquest compositor té més èxit a l'estranger que a França, sobretot a Alemanya, Japó i Estats Units. A més, va compondre un oratori L'Apocalipsi segons Saint-Jean i una cantata, Lamentació de Tonton (gos fidel), a partir d'un text de Georges Ravon. Això també es refereix a un cert nombre de composicions per a solista amb conjunt.

## Llistat d'obres

### Obres orqestrals
- Sérénade pour petit orchestre (1934)
- Le Roi nu (1935)
- Musique de cour, per a flauta, violí i orquestra (versió per a violí, flauta i piano) (1937)
- Les Bosquets de Cythère (1946)
- La Douce France (1946)
- Symphonie d'archets (1948)
- Symphonie en sol majeur (1953)
- Au musée Grévin (1956)
- Six grandes marches (1957)
- L'Horloge de Flore, per a oboè (o saxòfon soprano) i orquestra de cambra (1959)
- Emmanuel Chabrier, Souvenir de Munich (1960)
- Le Dialogue des carmélites (1960)
- Ode à la naissance de Vénus, per a orquestra de cordes (1960)
- Jeu poétique en six mouvements, per a arpa i orquestra (1969)
- Les Inestimables Chroniques du bon géant Gargantua, per a recitant i orquestra de cordes (1971)
- Thème et variations pour orchestre (1971)
- La Ville mystérieuse (1973)
- Cassazione, per a tres orquestres (1975)
- Ouverture anacréontique (1978)
- Pavane pour un génie vivant (1987)

### Obres concertants
- Concertino pour piano et orchestre (1932)
- Suite pour violon et orchestre (1934)
- Fantaisie pour violoncelle et orchestre (1935)
- Quadruple concerto, per a flauta, oboè, clarinet, fagot i orquestra (1935)
- Concerto pour piano (1936)
- Divertissement pour basson et cordes (o versió per a fagot i quintet de cordes) (1942)
- Rhapsodie pour alto et orchestre (versió per a viola i piano) (1946)
- Variations de concert, per a violoncel i orquestra (1950)
- Concerto pour clavecin (1959)
- Concerto pour deux pianos (1965)
- Concerto pour flûte (1966)
- Concerto pour clarinette (1967)
- Concerto pour violon núm. 1 (1968)
- Concerto pour contrebasse (1974)
- Impromptu pour flûte et orchestre à cordes (1974)
- Prélude, Sarabande et Gigue, per a trompeta i orquestra (versió per a trompeta i piano) (1975)
- Concerto grosso, per a flauta, oboè, clarinet i orquestra (1976)
- Concerto pour 2 harpes et orchestre (1978)
- Tema con variazioni, per a clarinet i orquestra de cordes (1978)
- Concerto pour violon núm. 2 (1979)
- Concerto pour guitare (1982)
- Concerto pour trombone (1983)
- Concerto pour quinze solistes (1988)
- Double concerto, per a flauta, clarinet i orquestra (1991)
- Concerto pour accordéon (1993)
- Variations de concert, per a violoncel i cordes
- Concerto pour clavecin, flûte et cordes

### Música de cambra
- Huit bagatelles, per a piano i quartet de cordes (1932)
- Divertissement pour trio à cordes et piano (1933)
- Quatuor à vent (1933)
- Trio pour violon, alto et violoncelle (1933)
- Sérénade pour violoncelle et piano (1934)
- Sonatine pour violon et piano (1934)
- Quintette No. 1 pour flûte, harpe et trio à cordes (1934)
- Quatuor à cordes (1934)
- Divertissement, per a violí, viola, violoncel i piano (1935)
- Petit quatuor pour saxophones (1935)
- Divertissement pour basson et quintette à cordes (1942)
- Mouvement perpétuel, per a violoncel i piano (1944)
- Divertissement per a oboè, clarinet i fagot (o trio d'ances) (1947)
- L'Heure du Berger, sextet per a piano i quintet de vent (o versió per a piano i quintet de cordes) (1947)
- Quintette à vent No. 1 (1948)
- Divertimento pour flûte et piano (o versió per a flauta i orquestra el 1974) (1953)
- Canon à l'octave, per a trompa i piano (1953)
- Les Vacances, per a 2 violins, violoncel i piano (1953)
- Sérénade BEA, per a dos violins, dues violes, un violoncel i un contrabaix (1955)
- Divertimento pour cor et piano (o versió per a trompa i orquestra) (1959)
- Suite pour flûte solo (1962)
- Six Préludes, per a cordes (1963)
- Quatuor pour cor anglais et trio à cordes (1970)
- Trio pour flûte, harpe et violoncelle (1971)
- À huit, octet (1972)
- Le Gai Paris, per a trompeta i vents (1974)
- Tema con variazioni, per a clarinet i piano (1974)
- Cinque piccoli duetti, per a flauta i arpa (1975)
- Sonatine pour trompette et piano (1975)
- Thème varié, per a contrabaix (1976)
- Variations sur un thème plaisant, per a dixtet de vents i piano (1976)
- Quintette pour clarinette et quatuor à cordes (1977)
- Sept impromptus, per a flauta i fagot (1977)
- Quasi improvvisando, per a instrument de vent (1978)
- Serenata (Sérénade) pour guitare (1978)
- Suite pour harpe (1978)
- Concerto pour basson et piano (1979)
- Les Petits Paganini, per a violí sol i 4 violins (1979)
- Petite valse européenne, per a tuba i quintet de vent (1979)
- Duo baroque, per a contrabaix i arpa (1980)
- Huit bagatelles, per a piano i quartet de cordes (1980)
- Tema con 8 variazioni, per a violí sol (1980)
- Huit danses exotiques, per a 11 instruments de vent i percussió (1981)
- Mozart new-look, per a dixtet de vents i contrabaix (1981)
- Divertissement pour deux guitares (1982)
- Onze variations sur un thème de Haydn (1982)
- Hommage à l'ami Papageno, per a piano i 10 instruments de vent (1984)
- Musique pour faire plaisir (dixtet), per a dues flautes, dos oboès, dos clarinets, dos fagots i dues trompes (1984)
- Sonate pour flûte à bec et guitare (1984)
- Trio pour violon, violoncelle et piano (1986)
- Dixtuor, per a quintet de cordes i quintet de vents (1987)
- Notturno e Divertimento, per a quatre trompes (1987)
- Quintette à vent No. 2 (1987)
- Quintette pour flûte à bec, clavecin et cordes (1988)
- Le Colloque des deux perruches, per a flauta i flauta alta (1989)
- Quintette No. 2 pour flûte, harpe et trio à cordes (1989)
- Suite pour quatuor de saxophones (1990)
- Trio pour hautbois, basson et piano (1994)
- Nonetto, per a oboè, clarinet, trompa, fagot, 2 violins, viola, violoncel i contrabaix (1995)
- Sonate pour flûte et piano (1995)
- Deux pièces pour basson (1996)
- Marche triomphale, per a quatre trompetes i orgue

### Per a piano
- Scherzo per a piano (1932)
- Cinq portraits de jeunes filles, per a piano (1936)
- L'Éloge de la danse, per a piano (1947)
- Insectarium, per a clavicèmbal (1953)
- Napoléon, per a piano a quatre mans (1954)
- Marche solennelle, per a orgue (1956)
- Danses exotiques, per a dos pianos (1957)
- Danse des trois Arlequins, per a piano (1958)
- Sonate pour piano (1960)
- Suite carmélite, per a orgue (1960)
- Cinq "bis", per a piano (1965)
- Quinze portraits d'enfants d'Auguste Renoir, obra original per a piano a 4 mans (versió per a orquestra de cordes) (1971)
- Deux pièces pour clavecin (1977)
- Huit variations sur le nom de Johannes Gutenberg, per a piano (1982)
- Trois esquisses sur les touches blanches, per a piano (1983)
- Suite profane, per a orgue (1984)
- Messe de mariage, per a orgue (1986)
- La Promenade d'un musicologue éclectique, per a piano (1987)
- Nocturne, per a piano (1994)

### Obres sacres
- L'Apocalypse selon Saint-Jean, oratori (1939)

### Obres vocals
- Cinq chansons pour les enfants, per a dos sopranos i piano (1932)
- L'Adolescence clémentine, per a baríton i piano (1941)
- Cinq poèmes de Charles d'Orléans, per a baríton i piano (1946)
- Invocation à la volupté, per a baríton i orquestra (1946)
- Juvenalia, per a soprano, contralt, tenor, baix i piano a quatre mans (1947)
- Huit anecdotes de Chamfort, per a baríton i piano (1949)
- L'Ode à la gastronomie, per a cor de dotze veus mixtes a cappella (1950)
- La Cantate de Méphisto, per a baix i orquestra de cordes (1952)
- Déploration de tonton (Chien fidèle), per a mezzosoprano i orquestra de cordes (1956)
- Chatte blanche, per a tenor i piano (1957)
- Le Coq et le Renard, per a quatre veus d'homes i piano (1963)
- La Grenouille qui se veut faire aussi grosse que le bœuf, per a quatre veus d'homes i piano (versions per a soprano o tenor i piano) (1963)
- La Promenade à Versailles, per a quatre veus d'homes i orquestra de cordes (1976)
- La Cantate des vieillards, per a tenor, baix i orquestra de cordes (1978)
- Trois poèmes de Paul Valéry, per a cor de quatre a setze veus a cappella (1982)
- Triade de toujours, per a soprano, baríton, quintet de vent, quintet de cordes i arpa (1991)
- Neuf historiettes de Tallémant des Réaux, per a baríton, saxo tenor i piano (1997)

### Ballets
- Scuola di Ballo (1933, segons Boccherini)
- Les Malheurs de Sophie (1935)
- La Lutherie enchantée (1936)
- Le Jeu sentimental (1936)
- Le Jugement du fou (1938)
- Verreries de Venise (1938)
- L'Arlequin blanc (1944)
- Prière du soir, cançó per a tenor i guitarra (1947)
- Les Demoiselles de la nuit (1948)
- Die Kamelien (1950)
- Les Zigues de Mars, petit ballet militar en memòria de Georges Courteline (1950)
- À la Françaix (1951)
- Le Roi Midas (1952)
- La Dame dans la Lune (1957)
- Adages et Variations (1965)
- Le Croupier amoureux (1967)
- Pierrot ou les secrets de la nuit (1980)

### Òperes
- Le Diable boiteux (1937)
- L'Apostrophe (1940)
- La Main de gloire (1945)
- Paris à nous deux (ou le Nouveau Rastignac) (1954)
- La Princesse de Clèves (1965)

### Música de cinema
- 1937: Les Perles de la couronne de Sacha Guitry
- 1942: Le Lit à colonnes de Roland Tual
- 1954: Si Versailles m'était conté... de Sacha Guitry
- 1955: Napoléon de Sacha Guitry
- 1956: Si Paris nous était conté de Sacha Guitry
- 1957: Assassins et Voleurs de Sacha Guitry
- 1959: Musée Grévin, court métrage de Jacques Demy
- 1959: Les Noces vénitiennes d'Alberto Cavalcanti
- 1960: Le Dialogue des carmélites de Philippe Agostini
- 1962: La Croix et la Bannière de Philippe Ducrest
- 1965: Lady L de Peter Ustinov